# 王桂雲
王桂雲是香港深水埗區議會南山、大坑東及大坑西選區（F20）之民選區議員，民協成員。南山、大坑東及大坑西選區主要包括石硤尾的兩個公共屋邨南山邨和大坑東邨，以及大坑西邨的居民，王桂雲的議員辦事處亦為於大坑東邨，而她亦是當區居民。
自區議會成立以來，王桂雲一直在當區進行社區服務，同時自1988年起成為深水埗區議會議員。2007年香港區議會選舉，王桂雲在選區中以2243票大比數擊敗身兼多職並獲親建制派陣營九龍社團聯會支持的韋海英的1317票成功連任。
2011年區議會選舉中，王桂雲並沒有報名，因年事已高放棄連任，由譚國僑接棒，可惜失敗，但其後譚國僑於2015年區議會選舉以2563票擊敗韋海英重返議會。
| 前任： 鄂永華 | 深水埗區區議員（南山及又一村） 1988年—1994年         | 繼任： 末任   |
| 前任： 首任   | 深水埗區區議員（南山） 1994年—2007年                 | 繼任： 末任   |
| 前任： 首任   | 深水埗區區議員（南山、大坑東及大坑西） 2008年—2011年 | 繼任： 韋海英 |